# Dirk Benedict
Dirk Benedict, ursprungligen Niewoehner, född 1 mars 1945 i Helena, Montana, är en amerikansk skådespelare.

## Om Benedict
Benedict är förmodligen bäst känd från tv-serien The A-Team där han spelade Lieutenant Templeton "Face" Peck och dessförinnan originalserien Battlestar Galactica från sjuttiotalet i rollen som Starbuck. Benedict föddes i Helena, Montana och växte upp i White Sulphur Springs, Montana. Det var på Whitman College i Walla Walla, Washington som han blev intresserad av skådespelaryrket.

## Familj
1986 gifte sig Benedict med skådespelaren Toni Hudson, de fick två söner, George och Roland. Benedict och Hudson skilde sig 1995. Benedict fick efter att han skilt sig veta att han hade en annan son också, John (född 1968) från en tidigare relation.

## Filmografi
- The A-Team (2010 Film)- Fängelsekund
- Geoldene Zeiten (2006) - Douglas Burnett
- Waking Up Horton (1998)
- Steel Stomachs (1997) - Host
- Zork: Grand Inquisitor (1997) (Video Game) - Antharia Jack
- Abduction of Innocence (1996) (TV) - Robert Steves
- Alaska (1996) - Jake Barnes
- Demon Keeper (1994) - Alexander Harris
- The Feminine Touch (1994) - John Mackie
- Official Denial (1994) - Lt. Col. Dan Lerner
- Shadow Force (1993) - Rick Kelly
- Blue Tornado (1991) - Alex Long
- Bejewelled (1991) (TV) - Gordon
- Trenchcoat in Paradise (1989) (TV) - Eddie Mazda
- Body Slam (1987) - M. Harry Smilac
- Mark of the Devil (1984) (TV) - Frank Rowlett
- The A-Team TV-Serie från 1983 -1987 Lieutenant Templeton 'The Faceman' Peck
- Family in Blue (1982) (TV) - Matt Malone
- Ruckus (1981) - Kyle Hanson
- Scruples (1981) (TV) - Spider Elliott
- Underground Aces (1980) - Pete Huffman
- The Georgia Peaches (1980) (TV) - Dusty Tyree
- Scavenger Hunt (1979) - Jeff Stevens, Mr. Parker's nephew
- Mission Galactica: The Cylon Attack (1978) (TV) - Lieutenant Starbuck
- Battlestar Galactica (1978) (TV) - Lieutenant Starbuck
- Cruise Into Terror (1978) (TV) - Simon
- Journey from Darkness (1975) (TV) - Bill
- W (1974) - William Caulder
- Chopper One (1974) TV Series - Officer Gil Foley
- Sssssss (1973) - David Blake
- Georgia, Georgia (1972) - Michael Winters

### Som regissör
- Cahoots (2000)
- Christina's Dream (1994)

### Som manus författare
- Cahoots (2000)